# 12588 Arseneau
12588 Arseneau è un asteroide della fascia principale. Scoperto nel 1999, presenta un'orbita caratterizzata da un semiasse maggiore pari a 2,431771 au e da un'eccentricità di 0,190474, inclinata di 12,640035° rispetto all'eclittica. Ha un diametro di 5,464 km e un periodo di rotazione di 20,9884 ore.